# Барсил
Барсил — проектируемый поселок в Пестречинском районе Татарстана. Входит в состав Кощаковского сельского поселения.

## География
Находится в северо-западной части Татарстана на расстоянии приблизительно 18 км на северо-запад по прямой от районного центра села Пестрецы.

## История
Поселок проектируется к застройке компанией «Ядран-Ойл». 